# 薔薇垣の聖母 (ロッホナー)

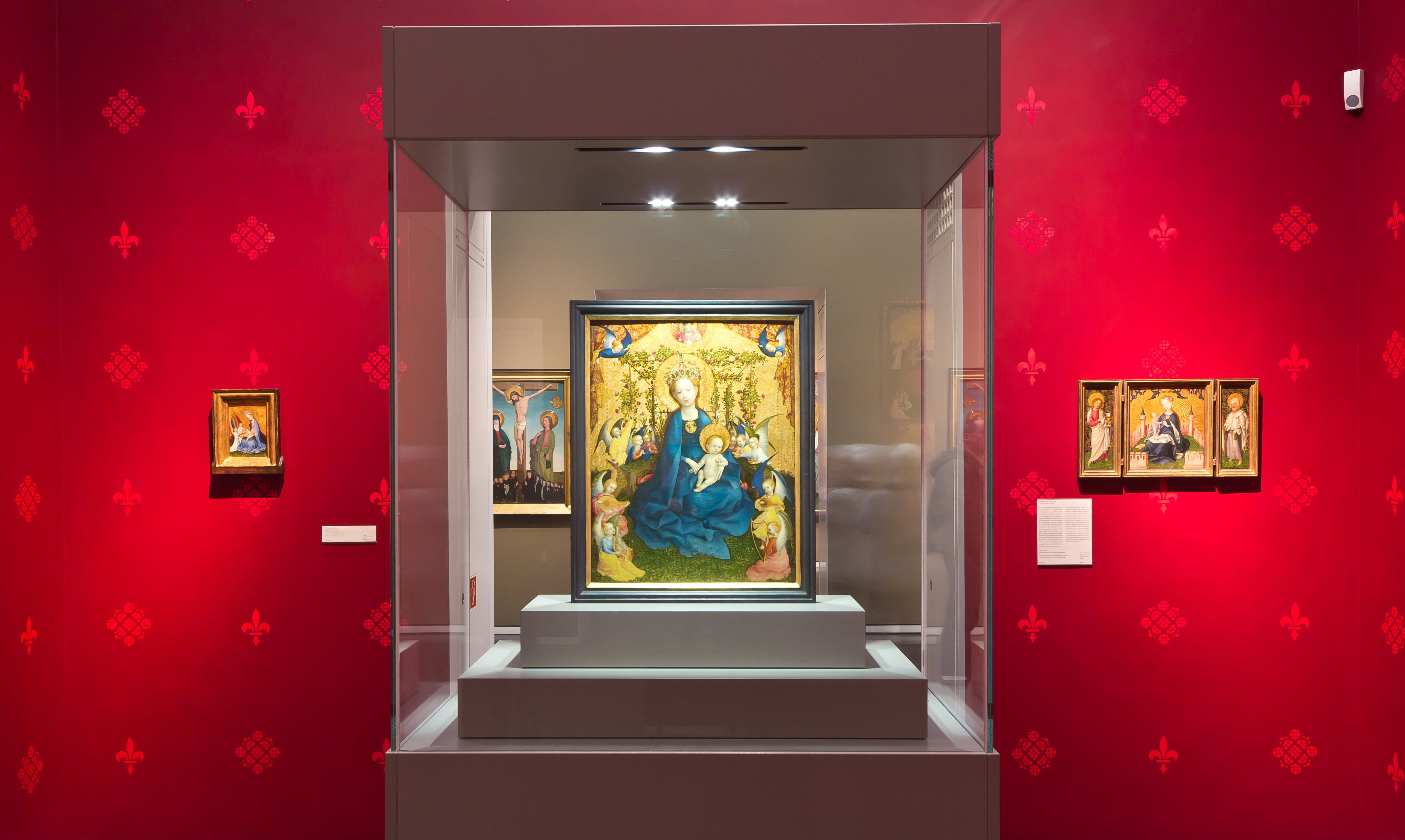
ヴァルラフ・リヒャルツ美術館での額縁と展示（2012年撮影）。

『薔薇垣の聖母』（ばらがきのせいぼ, 独: Madonna im Rosenhag, 英: Madonna of the Rose Bower）は、ゴシック後期のドイツの画家シュテファン・ロッホナーが1440年頃から1442年頃に制作した絵画である。テンペラ画。「ケルンのモナ・リザ」（Kölsche Mona Lisa）の愛称で知られ、ゴシック後期のドイツを代表する作品の1つであると同時に、ロッホナーの最も優れた作品の1つと見なされている。一部の美術史家は後の『ケルンの守護聖人の祭壇画』（Altar der Kölner Stadtpatrone）と同時期に制作されたものであると考えている。現在はケルンのヴァルラフ・リヒャルツ美術館に所蔵されている。

## 作品
聖母は「天の女王」として表され、天国のエデンを象徴する薔薇の園 に座っている。この薔薇の園は天使たちが持っている赤いカーテンの天蓋の下にある。聖母は幼児のイエス・キリストを膝の上に抱きながら赤いカットベルベットのボルスターの上に座っている。聖母の王冠とメダリオンは彼女の処女性を象徴している。また胸元に身に着けているブローチはユニコーンを抱きしめて座っている乙女が微細な意匠によって表現されている。
幼児キリストは彼が新しいアダムであることを象徴する赤い林檎の果実を持っている。聖母子のいる薔薇園は飛翔した天使や座った天使に囲まれている。天使たちのある者は薔薇や林檎を聖母に贈り、またある者は音楽を演奏している。彼らは聖母子を囲むように庭園の芝生の上に座り、ポルタティフ（左手で鞴を動かして空気を送り、右手で鍵盤を弾く小型のパイプオルガン）やリュート、ハープを演奏している。
絵画には赤と白の薔薇を含め、多くの純潔と純粋さの象徴が注ぎ込まれている。薔薇園の周囲は石壁で囲まれており、百合、ヒナギク、スミレ、イチゴが植えられ、画面左側には葉薊の花が咲いている。石壁は薔薇園が聖母の処女性を象徴するホルトゥス･コンクルススであることを表している。百合は聖母の処女性、純粋さ、無原罪の御宿りを象徴する典型的な花である。イチゴは様々な意味を持ち、その色から赤い薔薇とともにキリストの来るべき受難の運命を表し、3枚の葉は三位一体を表している。白い薔薇は百合などと同様に聖母の処女性を、スミレやヒナギクは謙虚さを表している。聖母自身は彼女の威厳のある地位を強調する記念碑的なスケールで表現されている。彼女の上には父なる神と鳩の姿をした聖霊が描かれている。ロッホナーは肉を彼女の膝の上に座らせ神と一緒に描くことで三位一体を表している。聖母の光輪には月の周期を表した装飾が施されている。
ルネサンス期のドイツの巨匠アルブレヒト・デューラーは1520年の秋にケルンに2週間滞在したことが知られており、その折にロッホナーがケルンで制作した『ケルンの守護聖人の祭壇画』を見ている。この作品との様式的な比較により『薔薇垣の聖母』はロッホナーの作品と見なされている。

## 来歴
ヴァルラフ・リヒャルツ美術館の設立以来、同美術館に所蔵されている。

## 備考
- バート・ホンネフ（英語版）のラインタール社（Rheintal e. V.）のラインターラー（ドイツ語版）から『薔薇垣の聖母』のメダルが制作されている[13]。

## ギャラリー

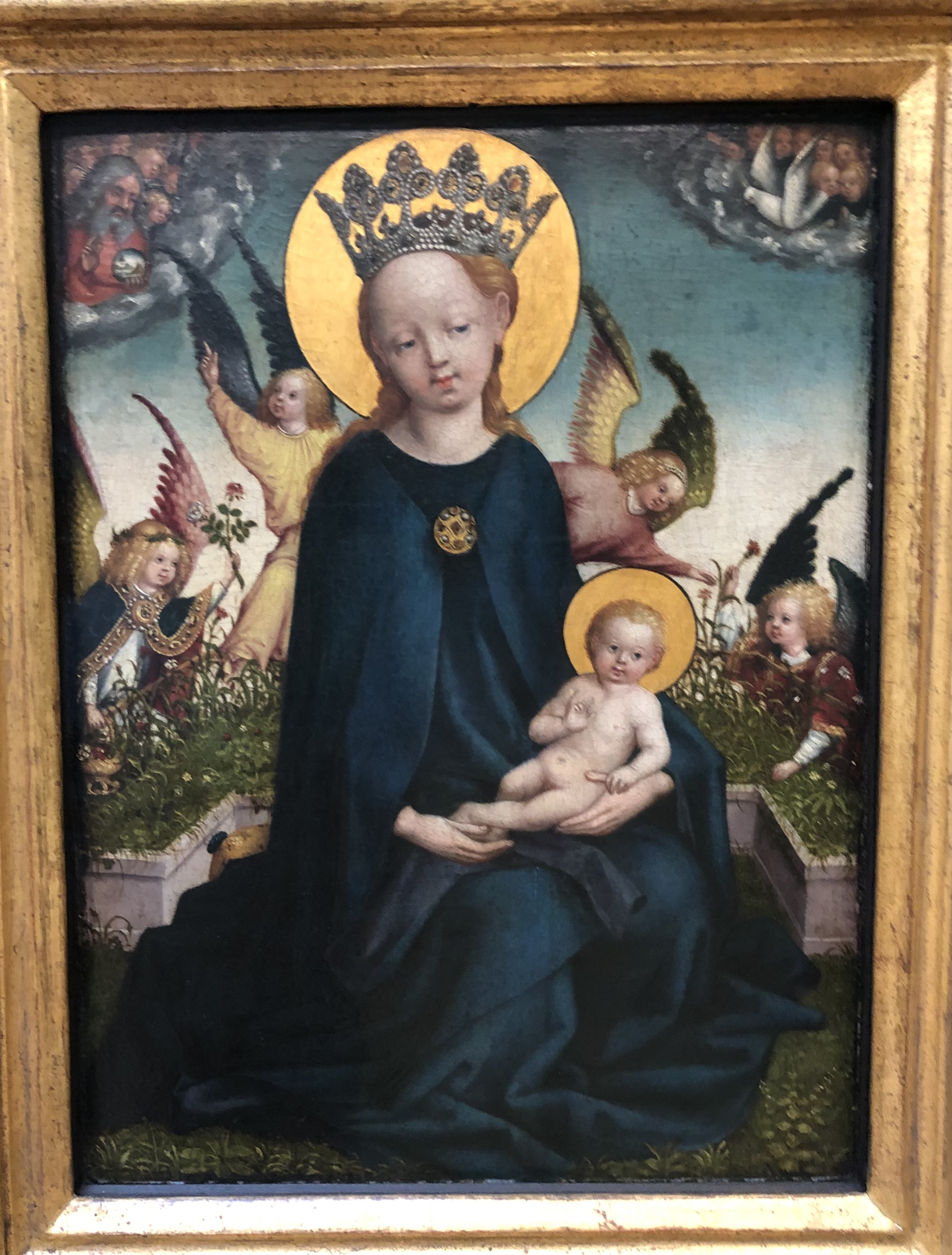
アルテ・ピナコテークのバージョン
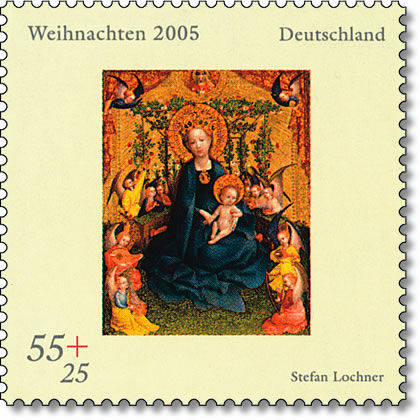
2005年にドイツで発行された切手
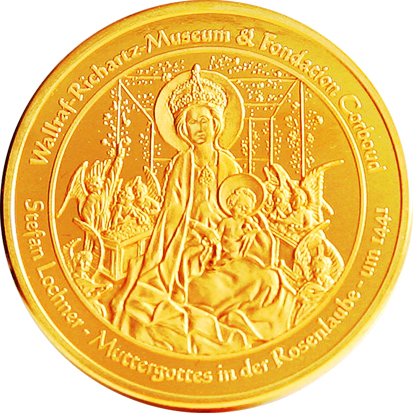
『薔薇垣の聖母』のラインターラー